# 白鳩 (企業)
株式会社白鳩（しろはと）は、愛知県名古屋市南区にある縫製メーカーである。

## 会社概要
生活雑貨から医療機器に至るまでさまざまであり、特に不織布マスクにおいては国内でも多数のシェアを占める。現在の日本におけるマスク文化の発祥とされており、近年ではその企画力に着目した大手製薬会社へのOEM供給品が製品の大半を占めている。

## 沿革
- 1950年（昭和25年） - 横井正男がガーゼ・布帛加工品の製造を始める。
- 1958年（昭和33年） - 株式会社横井正男商店として法人化[1]。
- 1965年（昭和40年） - ヘアキャップ、農作業帽子・腕カバー製造開始。
- 1968年（昭和43年） - 名古屋市瑞穂区から現在地である名古屋市南区に移転し、同時に社名を株式会社白鳩本舗と改称する[1]。
- 1976年（昭和51年） - 株式会社白鳩に改称[1]。
- 1984年（昭和59年） - 本格的な花粉対策用のマスクを製造開始。
- 2005年（平成17年） - ISO9001取得。
- 2007年（平成19年） - 医療機器製造・高度医療機器販売認可。
- 2013年（平成25年） - 盛岡工場稼働。
- 2019年（平成31年） - 女子軟式野球チーム・Shirohato Felix創部[2]。
- 2020年（令和2年）
  - オーストラリア（シドニー）にSHIROHATO AUSTRALIAを設立。
  - コア・テクノロジー株式会社を完全子会社化。
- 2021年（令和3年）
  - 盛岡第二工場完成
  - コア・テクノロジーＵＳＡ設立

## 事業所
- 南工場 - 〒457-0027：愛知県名古屋市南区弥生町121-1
- 天白工場 - 〒468-0056：愛知県名古屋市天白区島田1丁目601
- 盛岡工場 - 〒020-0122：岩手県盛岡市みたけ5丁目15-1
- 盛岡第二工場 - 〒020-0122：岩手県盛岡市みたけ5丁目89-1
- ラボ - 〒457-0021：愛知県名古屋市南区鶴里町1丁目59 1F